# 屠姓
屠姓為中文姓氏之一，在《百家姓》中排名第279位。

## 源流
1. 《拾遗记》载，轩辕（即黄帝）逐蚩尤，迁其民善者于邹屠（今济宁一带）之地，以地为氏，分为邹、屠二姓
2. 《姓氏考略》、《潜夫论》载，商汤支庶封于屠（故城在今陕西合阳），后去邑为屠姓。又，殷之旧族有屠姓，即荼也
3. 《左传》载，屠蒯者，晋之膳宰也，以职业技艺命姓
4. 出自他族。《北史》载，武都屠姓出自氐人；清满洲正黄旗中有屠姓

## 延伸阅读
[在维基数据编辑]
 《百家姓》
 《欽定古今圖書集成·明倫彙編·氏族典·屠姓部》，出自陈梦雷《古今圖書集成》